# Cristino Gómez
Cristino Gómez, nato Cristino Alberto Gómez Luciano (Loma de Cabrera, 24 luglio 1987), è un poeta, agronomo accademico dominicano, autore di libri Yo dije el amor, Ha vuelto el agua, e altri titoli.

## Biografia
Nasce e cresce a Fondo Grande, una comunità della città di Loma de Cabrera nella Repubblica Dominicana. Inizia a scrivere poesie in giovane età, inizialmente motivato dal lavoro del poeta Dominicano Manuel Rueda.
I suoi versi, ispirati alla natura, alla patria, e all'Amato, "invitano ad apprezzare la bellezza" e introdurre "l'amore simboleggiato in natura".
Le sue poesie vengono pubblicate sia in stampa che online: blog, riviste, giornali e siti letterari. Alcuni dei suoi scritti sono inclusi in antologie poetiche, tra cui "Mil Poemas a Neruda", un omaggio al premio Nobel cileno Pablo Neruda, e "Antología del Poeta y Artista Virtual". Nel 2007, è stato insignito del premio di poesia "EARTH Università" e, nel 2008, il suo blog è stato premiato, alla Fiera Internazionale del Libro di Santo Domingo. come illustre blog della letteratura dominicana.  Attualmente è docente e coordinatore della scuola di agronomia presso l'Instituto Politécnico Loyola, e professore presso l'Instituto Especializado de Estudios Superiores Loyola.

## Pubblicazioni

### Poesia
2014
- Yo dije el amor

2010
- Ha vuelto el agua
- Quítame las horas
- Sudores de cafetal
- Arrancado de Raíz

### Altrui
- P. Bautista-Solís, I. Gutiérrez-Montes, J. Aguilar, E. Cotto, C. Gómez, M. González, D. Guillén, J. Mendoza, I. Morales, R. Pinoth, K. Posada, G. Quiñónez, A. Salazar, M. Salgado, K. Steinvorth e M. Zambrano, Capitales de la comunidad y la conservación de los recursos naturales: El caso del Corredor Biológico Tenorio-Miravalles, 2012, ISBN 978-9977-57-553-7.
- P. Nygren, H. Leblanc, M. Lu e C. -A. Gómez L., Distribution of coarse and fine roots of Theobroma cacao and shade tree Inga edulis in a cocoa plantation, in Annals of Forest Science, vol. 70, n. 3, 2013,  pp. 229-239, DOI:10.1007/s13595-012-0250-z, ISSN 1297-966X (WC · ACNP).
- C. -A. Gómez L., H. Leblanc e P. Nygren, Distribución de raíces finas de Inga edulis y Theobroma cacao en el suelo de un sistema agroforestal orgánico, in Tierra Tropical: Sostenibilidad, Ambiente y Sociedad, vol. 5, n. 2, 2009,  pp. 141-151, ISSN 1659-2751 (WC · ACNP). URL consultato il 6 giugno 2019 (archiviato dall'url originale il 6 giugno 2019).

## Premi
- Premio de Poesía Biblioteca W.K. Kellog 2007 per "Ha vuelto el agua"
- Blog Distinguido de la Literatura Dominicana alla Feria Internacional del Libro Santo Domingo 2008.[11]